# Islas Ngeroi
Las Islas Ngeroi (en inglés: Ngeroi Islands) es un pequeño grupo de islas del Pacífico suroccidental en la República de Palaos. Se encuentra en el sur de las Islas Chelbacheb (Islas Rock) a unos 5 kilómetros al noroeste de la isla de Peleliu. 
El grupo está formado por cinco pequeñas boscosas islas, la más grande con diferencia es Ngercheu (Isla Carp). Sus residentes son empleados en su mayoría de complejos turísticos, ninguna de las islas están habitadas de forma permanente.